# Emma Rothschild

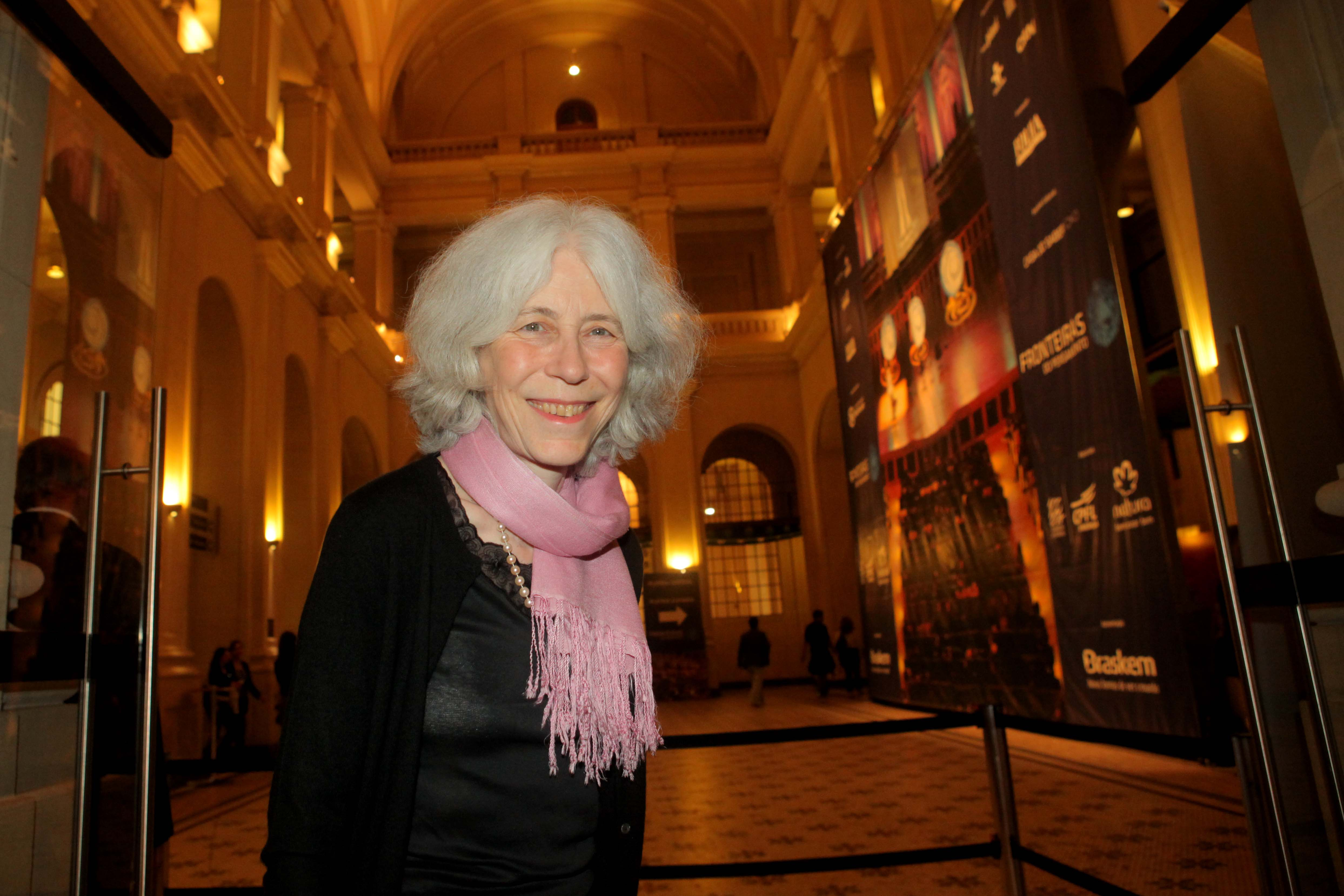
Emma Rothschild

Emma Georgina Rothschild-Sen (* 16. Mai 1948 in London, England) ist eine britische Wirtschaftshistorikerin. Sie ist seit 2008 Jeremy and Jane Knowles Professor of History an der Harvard University und war vorher Professorin an der University of Cambridge sowie der École des hautes études en sciences sociales (EHESS) in Paris.

## Leben
Sie ist die Tochter von Victor Rothschild aus der Rothschild-Bankiers-Dynastie. 1967 schloss sie ihr Studium der Philosophie, Politik und Ökonomie am Somerville College, Oxford University als Bachelor of Arts ab. Sie studierte 1968 als Kennedy Scholar am MIT Ökonomie. 1970 erhielt sie den Master of Arts. Seit 2003 ist sie Mitglied der American Philosophical Society.
Rothschild ist seit dem Jahr 1991 mit dem Wirtschaftswissenschaftler und Nobelpreisträger Amartya Sen verheiratet.

## Schriften (Auswahl)
- Paradise Lost: The Decline of the Auto-Industrial Age. Random House, New York 1973.
- Economic Sentiments: Adam Smith, Condorcet and the Enlightenment. Harvard University Press, Cambridge 2001.
- The Inner Life of Empires: An Eighteenth-Century History. Princeton University Press, Princeton 2011.
- An Infinite History. The Story of a Family in France over Three Centuries (2021)
  - deutsch: Eine Hochzeit in der Provinz. Die Spuren er Familie Aymard über zwei Jahrhunderte europäischer Geschichte, Darmstadt: WBG, 2022